# Daltonia forsythii
Daltonia forsythii är en bladmossart som beskrevs av Brotherus och Cardot in Grandidier 1915. Daltonia forsythii ingår i släktet Daltonia och familjen Daltoniaceae. Inga underarter finns listade i Catalogue of Life.